# عقول مدبرة
عقول مدبرة هو فيلم كوميدي تم إنتاجه في الولايات المتحدة وصدر في سنة 2016. الفيلم من إخراج جاريد هيس من بطولة زاك غاليفياناكيس وأوين ويلسون وكريستين ويج وجيسون سوديكس.

## القصة
تدور قصة الفيلم في إطار من الحركة والكوميديا، حول حارس ليلي يدعى دايفيد (زاك جاليفينكس) ، الذي يعمل في شركة متخصصة في العربات المصفحة بـ(أمريكا الشمالية) ، والذي يستغل الفرصة الذهبية التي منحت له من خلال المكان الذي يعمل فيه آنذاك ، من أجل التخطيط لأكبر عملية سطو مسلح في تاريخ (أمريكا) ، سيظفر من ورائها بـ17 مليون دولار .

## وصلات خارجية
- عقول مدبرة على موقع IMDb (الإنجليزية)
- عقول مدبرة على موقع ميتاكريتيك (الإنجليزية)
- عقول مدبرة على موقع روتن توميتوز (الإنجليزية)
- عقول مدبرة على موقع نتفليكس (الإنجليزية)
- عقول مدبرة على موقع قاعدة بيانات الأفلام العربية
- عقول مدبرة على موقع ألو سيني (الفرنسية)
- عقول مدبرة على موقع Turner Classic Movies (الإنجليزية)
- عقول مدبرة على موقع أول موفي (الإنجليزية)
- عقول مدبرة على موقع بوكس أوفيس موجو (الإنجليزية)
- عقول مدبرة على موقع قاعدة بيانات الفيلم (الإنجليزية)